# Кланець (Коменда)
Кланець (словен. Klanec) — поселення в общині Коменда, Осреднєсловенський регіон, Словенія. Висота над рівнем моря: 348,2 м.